# Reccopolis

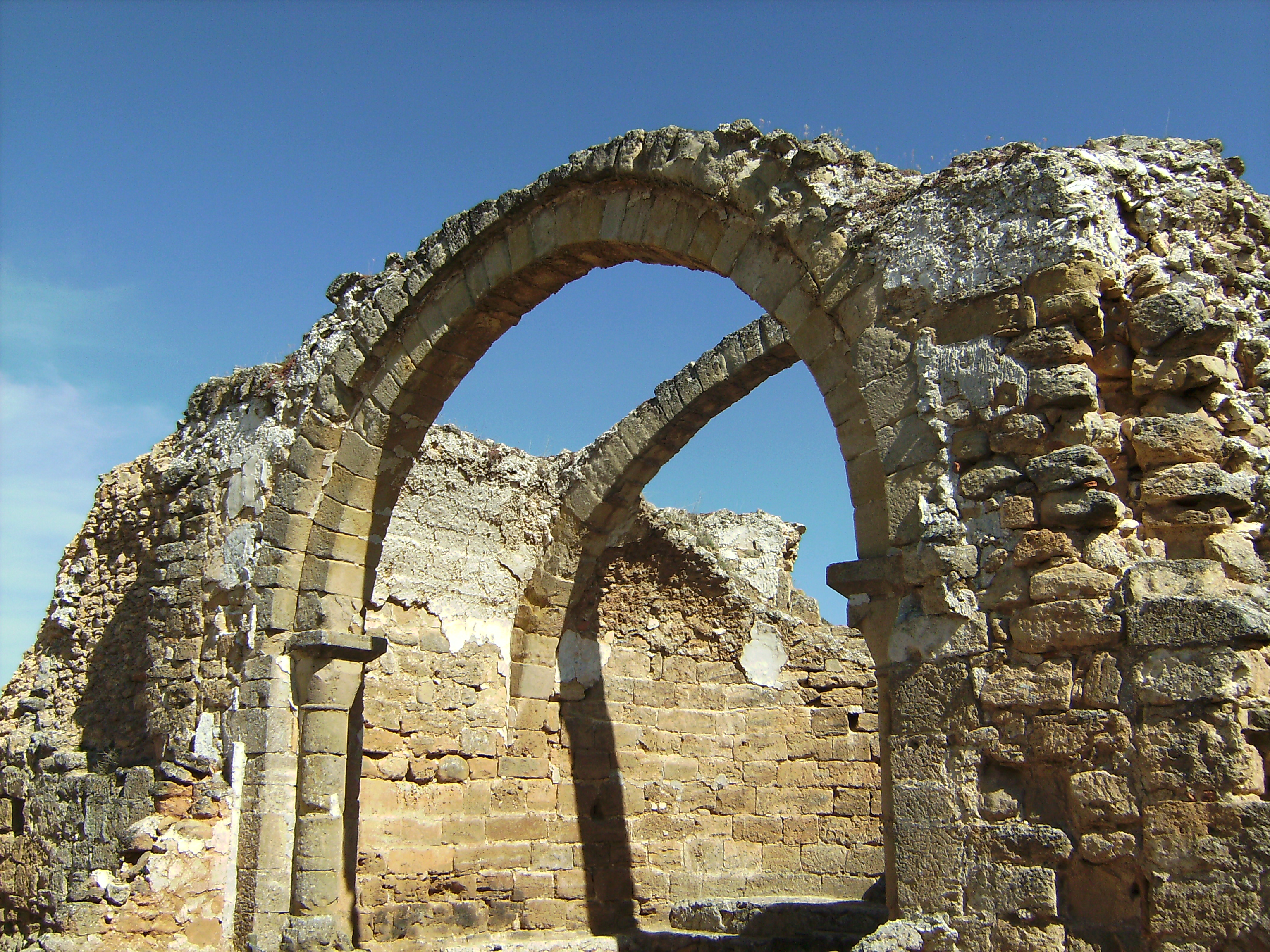
Ruiny bazyliki w Reccopolis

Reccopolis – miasto założone przez Leowigilda, króla Wizygotów w 578 roku.

## Wykopaliska archeologiczne
Ruiny Reccopolis zostały odkryte w latach 90. XIX wieku, ale prace archeologiczne rozpoczęły się dopiero w połowie XX wieku.